# Drilus flavescens
Espèce
Synonymes
- Cantharis serraticornis Marshal, 1802[1]
- Cochleoctonus vorax Mielzinsky, 1824[1]
- Drilus flabellatus Kiesenwetter, 1859[1]
- Drilus parisinus Thunberg, 1792[1]

Drilus flavescens le Drile jaunâtre ou Drile panaché est une espèce d'insectes coléoptères de la famille des Drilidae. C'est un prédateur d'escargots, qui utilise aussi leurs coquilles comme habitat pour y muer et s'y métamorphoser.

## Description

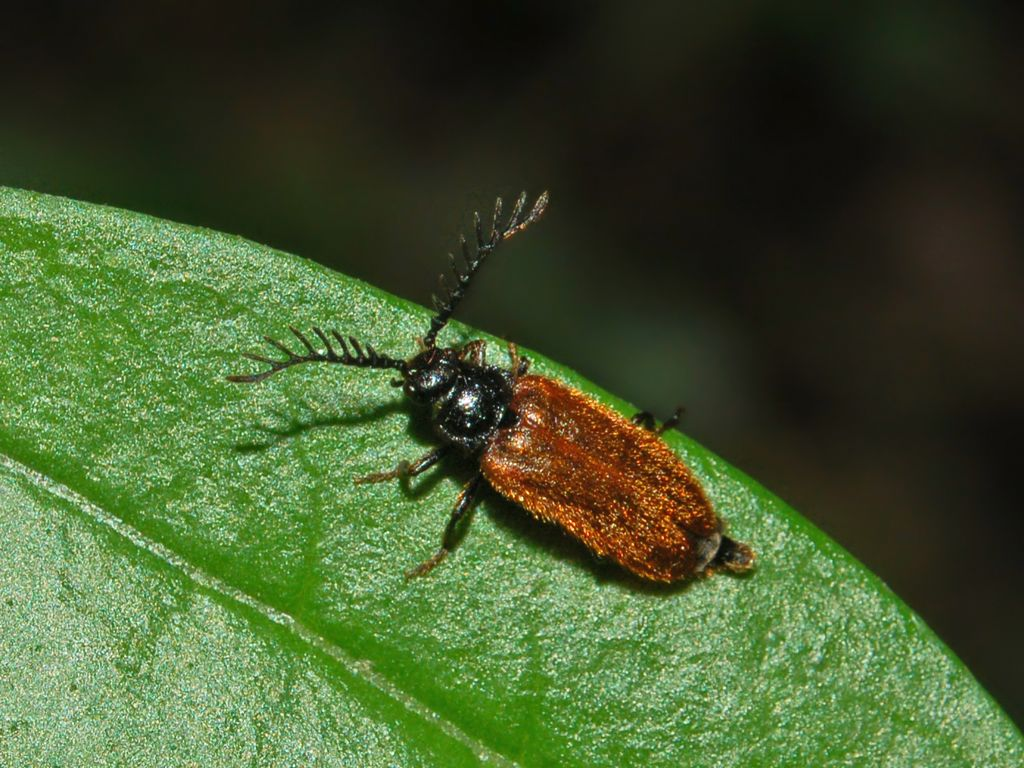
Drilus flavescens mâle, photographié près de Gênes (Italie)

Seul le mâle (long de 5 à 9 mm), prend l'aspect d'un coléoptère classique, capable de voler. 
Ses antennes noires, très développées et en forme de peigne, servent à détecter les phéromones émises par la femelle.
Le mâle apparait en juin-juillet tandis que la femelle aptère, rarement visible, beaucoup plus grande, conserve l'aspect d'une larve.
Ce dimorphisme sexuel marqué est à comparer à celui du lampyre ou « ver luisant » (dont la larve est également prédatrice de mollusques, tout comme celles de nombreux insectes de la famille des Lampyridae).

## Distribution
Europe occidentale : de l'Espagne aux îles Britanniques, à l'Autriche et à l'Italie (Sardaigne et Sicile comprises), présent en France, aussi en Corse.

## Habitat
On trouve cette espèce dans la végétation basse, peu fournie où il chasse les petits escargots.

## Nutrition
Les larves se nourrissent d'escargots.
Jules Michelet a décrit cette prédation comme suit : 

« L'ennemi des jardins humides, le limaçon, est poursuivi par un insecte, le Drilus, qui le guette, et, pour mieux le suivre, monte sur lui, se fait porter, saisi le moment favorable et, le limaçon rentrant, entre aussi, vit chez lui, de lui. Un limaçon lui dure quinze jours. Alors il passe à un autre, plus gros, puis à un troisième, plus gros encore. Il lui en faut trois. Au troisième, comme il va se changer en nymphe, le Drilus fait place nette, et, pour dormir plus commodément, prend la solide maison de l'ennemi qui l'a nourri. ».
L'espèce pourrait peut-être avoir des préférences alimentaires, car chez une espèce proche, Drilus mauritanicus, Cros (1926) a récolté plus de larves dans les coquilles de Cyclostoma et quand cette espèce manque, l’espèce semble cibler Rumina decollata même si les Helix sp. sont abondants dans leur environnement). 
Cependant Drilus flavescens ne semble pas dépendant d’une seule (ni même de deux espèces) de proie pour vivre. Il a en effet été trouvé dans des coquilles de divers Helix (dont l’escargot de Bourgogne), Cepea, Hyalina, Monacha, Hygromia et Helicella, et en 1903, le naturaliste Craswshay a élevé avec succès une larve en la nourrissant successivement avec la chair de plusieurs espèces d’escargots. 
Les larves les plus grandes sont trouvées dans les coquilles les plus grandes ; elles attendent le passage d'une proie, grimpent dessus, l'attaquent quand elle s'immobilise ou peuvent attaquer l'opercule s'il est fermé (son ouverture pouvant alors prendre plusieurs jours). Si l'escargot est à découvert, la jeune larve peut le trainer vers une zone plus abritée. Il lui faut plusieurs jours pour consommer la chair de l'escargot, puis plusieurs jours pour la digérer entièrement. La digestion ne semble pas extra corporelle, car on retrouve des morceaux de chair dans l'intestin de la larve.

## Découverte et description
Les adultes mâle et femelle (« larviforme » pour cette dernière) sont si différents qu'Ignace Mielżyński pensait avoir découvert une nouvelle espèce d'insecte en nommant la larve femelle Cochloctonus vorax alors que le mâle était déjà décrit depuis 1790. Ce n'est qu'un an plus tard que M. Desmaret réunit la larve femelle au mâle sous le nom de Drilus flavescens.